# Мантіно (Іллінойс)
Мантіно (англ. Manteno) — селище (англ. village) в США, в окрузі Канкакі штату Іллінойс. Населення — 9210 осіб (2020).

## Географія
Мантіно розташоване за координатами 41°15′5″ пн. ш. 87°50′38″ зх. д. / 41.25139° пн. ш. 87.84389° зх. д. (41.251290, -87.843860).  За даними Бюро перепису населення США в 2010 році селище мало площу 12,98 км², з яких 12,89 км² — суходіл та 0,09 км² — водойми.

## Демографія
Згідно з переписом 2010 року, у селищі мешкали 9204 особи в 3636 домогосподарствах у складі 2513 родин. Густота населення становила 709 осіб/км².  Було 3838 помешкань (296/км²).
Расовий склад населення:
| - 95,6 % — білих - 1,2 % — чорних або афроамериканців - 0,6 % — азіатів - 0,3 % — корінних американців - 1,1 % — осіб інших рас |

До двох чи більше рас належало 1,3 %. Частка іспаномовних становила 5,7 % від усіх жителів.
За віковим діапазоном населення розподілялося таким чином: 25,4 % — особи молодші 18 років, 58,1 % — особи у віці 18—64 років, 16,5 % — особи у віці 65 років та старші. Медіана віку мешканця становила 40,0 року. На 100 осіб жіночої статі у селищі припадало 95,7 чоловіків;  на 100 жінок у віці від 18 років та старших — 90,9 чоловіків також старших 18 років.
Середній дохід на одне домашнє господарство  становив 71 650 доларів США (медіана — 62 656), а середній дохід на одну сім'ю — 83 341 долар (медіана — 77 225). Медіана доходів становила 56 378 доларів для чоловіків та 40 370 доларів для жінок. За межею бідності перебувало 7,5 % осіб, у тому числі 10,5 % дітей у віці до 18 років та 4,5 % осіб у віці 65 років та старших.
Цивільне працевлаштоване населення становило 4648 осіб. Основні галузі зайнятості: освіта, охорона здоров'я та соціальна допомога — 25,5 %, виробництво — 14,7 %, науковці, спеціалісти, менеджери — 11,0 %, фінанси, страхування та нерухомість — 8,5 %.